# Олег Бетин (судно)
Олег Бетин (судно) — построен в 2001 году, как приёмо-транспортное судно в п. Астрахань, переоборудован в научно-исследовательское судно на базе рыболовного по проекту Каспгипрорыбфлот, эксплуатировался в Полярном филиале ГНЦ РФ ФГБНУ «ВНИРО» («ПИНРО» им. Н. М. Книповича) в Баренцевом и Белом морях, в 2022 году прошел ЕГС для передачи в Азово-Черноморский филиал ГНЦ РФ ФГБНУ «ВНИРО» («АзНИИРХ») для эксплуатации в Чёрном И Азовском морях.

## Конструкция
Стальное, однопалубное, одновинтовое грузовое судно с полубаком, с машинным отделением и рубкой, расположенным в корме.
НИС «Олег Бетин» предназначено для проведения комплексных экспедиционных научно-исследовательских работ в Азово-Черноморском рыбохозяйственном бассейне, включающих выполнение учётных траловых съемок в Азовском и Чёрном морях, океанографических, гидрологических и гидрохимических исследований, а также первичных лабораторных исследований с размещением на борту научной группы.